# Hercule (Monaco)

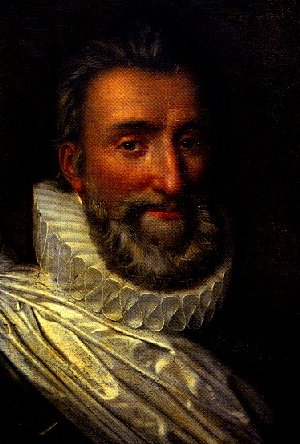

Hercule von Monaco (* 24. September 1562; † 21. November 1604 in Monaco) aus der Familie der Grimaldi war von 1589 bis 1604 Herr von Monaco.
Hercule war der drittälteste Sohn von Honoré von Monaco. Er hatte die Universität besucht und besaß ein Universitätsdiplom aus der Universität Pavia. Ursprünglich wollte er Geistlicher werden.
Da beim Tod seines ältesten Bruders der zweitälteste Bruder bereits verstorben war, übernahm er im Mai 1589 die Herrschaft über Monaco. Seine wichtigste Tätigkeit war, nach der Herrschaft seines Bruders die Schulden Monacos abzutragen und gegen die leeren Kassen zu kämpfen. Wegen Unzulänglichkeiten in der Wirtschaftspolitik sowie schlechter Ernten in der Umgebung kam es zu wiederholten Hungersnöten.
Am 11. Oktober 1595 heiratete Hercule die Prinzessin Maria Landi de Valdetare, die von den Königen Portugals und Aragons abstammt. Die glückliche Ehe endet, als Maria bei der Geburt des dritten Kindes stirbt. In Zukunft erweist sich Hercule als Weiberheld, was ihm schließlich zum Verhängnis wird. Am 21. November 1604 wird er hinterrücks erstochen, sein Leichnam wird ins Meer geworfen.
Hercules Nachfolger wird sein Sohn Honoré II., der allerdings erst sieben Jahre alt ist. Seine Vormundschaft übernimmt sein Onkel Federico Landi, Fürst von Valdetare.